# Yosef Yitzchak Schneerson
El rabí Yosef Yitzchak Schneerson (en hebreu: יוסף יצחק שניאורסאהן) nascut el 9 de juny de 1880 - mort el 28 de gener de 1950, fou un rabí hassídic, el sisè rabí de la dinastia hassídica Jabad Lubavitx. També fou conegut com el "Rayatz" o el "Rebe Anterior". El rabí Yosef Yitzchak, va lluitar durant tota la seva vida per mantenir despert l'esperit jueu, especialment en l'antiga Unió Soviètica. El rebe va fugir cap a Polònia i finalment cap als Estats Units. El rebe va fundar diverses organitzacions a Amèrica i va morir als Estats Units.

## Biografia
Yosef Yitzchak, des de molt petit acompanyava el seu pare, el Rebe Raixab en diverses feines comunitàries.
A l'edat de 17 anys, el 13 de Elul de 5657 (1897) el rebe es va casar amb una cosina llunyana anomenada Nechama Dina Schneerson, besneta del Tzemaj Tzedek, el tercer Rebe de la dinastia Jabad.
En 1898 va esdevenir el rector principal de la ieixivà Tomchei Tmimim. 
En 1920, després de la mort del seu pare, va prendre el lideratge del moviment i es va convertir en el sisè rebe de Lubavitx.
El 1924 és forçat per la policia secreta soviètica a abandonar Rostov i a instal·lar-se a Leningrad.
El 1927 és portat a presó pels soviètics, acusat d'activitats contràries a la revolució i sentenciat a mort. Després de moltes pressions internacionals se li va commutar la pena capital per una condemna d'exili a la ciutat de Kostromà, a les muntanyes dels Urals. Finalment el rebe és alliberat el dia 12 de Tamuz. Com a condició per al seu alliberament ha d'abandonar la Unió Soviètica. Des d'aquest moment s'instal·la a Lituània fins a l'any 1929.
El 1929, el rebe va iniciar un viatge per Palestina, els Estats Units i el Canadà. Des de l'any 1934 s'instal·la a Varsòvia, capital de Polònia, indret a on roman fins a la invasió del Tercer Reich, gràcies a la pressió del Departament d'Estat dels Estats Units, el rebe aconsegueix un salconduit per viatjar fins a la ciutat de Riga a Letònia, on embarca cap a la ciutat de Nova York.
El rebe va arribar a Nova York el 18 de març de 1940. El rebe va fundar: la seu de la Ieixivà Tomchei Tmimim en els Estats Units d'Amèrica i el Canadà, les organitzacions Machneh Israel Development Fund, Merkos L'Inyonei Chinuch, Bais Chana Women International, les escoles per a nenes Beth Rivkah i l'editorial Kehot Publication Society. Durant la Segona Guerra Mundial, el rebe va publicar el periòdic HaKria ve HaKedushah.
El 1948, el rebe va fundar un llogaret agrícola a Israel anomenat Kfar Chabad. Malgrat un gran deteriorament físic, a causa de les tortures en la presó soviètica, el rebe va dur a terme una feina incansable fins al final de la seva vida. El rebe va morir el dia 10 de Shvat de l'any 5710 (1950) deixant el lideratge en mans del seu gendre, el darrer rabí de Chabad, Menachem Mendel Shneerson.